# Czesław Kamiński
Czesław Kamiński (ur. 4 lutego 1937 w Siemieniu Nadrzecznym, zm. 28 lipca 1982) – polski ekonomista i polityk, poseł na Sejm PRL VIII kadencji.

## Życiorys
Działacz organizacji młodzieżowych w okresie studiów, w 1964 uzyskał wykształcenie wyższe ekonomiczne w Szkole Głównej Gospodarstwa Wiejskiego w Warszawie. Pełnił funkcje zastępcy dyrektora Państwowego Gospodarstwa Rolnego Czełmińsk, naczelnego dyrektora Zjednoczenia Państwowych Gospodarstw Rolnych w Zielonej Górze i dyrektora Żagańskiego Kombinatu Rolnego. Od 1969 należał do Polskiej Zjednoczonej Partii Robotniczej. Był radnym Wojewódzkiej Rady Narodowej w Zielonej Górze, zastępcą przewodniczącego Rady Krajowej Zrzeszenia PGR oraz społecznym doradcą ministra rolnictwa i gospodarki żywnościowej.
26 lutego 1982 objął mandat posła na Sejm PRL VIII kadencji z okręgu Zielona Góra, zastępując Mieczysława Hebdę. Zasiadał w Komisji Rolnictwa i Przemysłu Spożywczego. Zmarł po blisko pięciu miesiącach, został pochowany na Cmentarzu Komunalnym w Łomży.

## Odznaczenia
- Złoty Krzyż Zasługi
- Srebrny Krzyż Zasługi
- Odznaka Honorowa „Za zasługi w rozwoju województwa zielonogórskiego”